# Карадере
Карадере — річка, що впадає в Чорне море в 20 милях на схід від Трабзона, в містечку Аргакли, іл Трабзон, Туреччина. В стародавні часи була відома як Хиссос або Хуссус.. Довжина річки близько 70 кілометрів, витік — на північних схилах гори Візвіз Лазистанського хребта.